# Refuge du Carro
Il refuge du Carro (2.760 m s.l.m.) si trova sulla catena della Alpi Graie nel dipartimento francese della Savoia.

## Caratteristiche
Il rifugio è di proprietà del Club alpino francese, sezione di Lione.

## Accesso
L'accesso estivo avviene dalla località L'Ecot; in inverno occorre partire da Bonneval-sur-Arc.

## Ascensioni
- Levanna Occidentale - 3.593 m
- Aiguille Perçée - 3.497 m
- Grande Aiguille Rousse - 3.482 m
- Cima del Carro - 3.326 m

## Traversate
- Rifugio des Evettes - 2.590 m
- Rifugio Pian della Ballotta - 2.470 m